# Muzeum Calouste Gulbenkiana
Muzeum Galusta Gulbenkiana (port. Museu Calouste Gulbenkian) – muzeum w Lizbonie, posiadające bogate zbiory sztuki antycznej, orientalnej i europejskiej. Zostało stworzone zgodnie z ostatnią wolą zmarłego w 1955 roku Galusta Gulbenkiana w celu publicznego udostępnienia jego wielkiej kolekcji sztuki, której właścicielem po jego śmierci została Fundacja Galusta Gulbenkiana. Muzeum zostało otwarte w 1969 roku. Położone jest w parku, niedaleko od centrum miasta.

## Zbiory
Kolekcja Muzeum Gulbenkiana liczy około 6 tysięcy przedmiotów, z których prezentowanych jest około 1000. Podzielona jest na dwie części. W pierwszej prezentowana jest sztuka egipska, grecka, rzymska, mezopotamska, Bliskiego i Dalekiego Wschodu oraz sztuka ormiańska.
W drugiej części pokazywana jest sztuka europejska od XI do XX wieku, w tym bogate zbiory malarstwa, rzeźby, sztuki zdobniczej, meble, manuskrypty. Gulbenkian kierował się dewizą "tylko najlepsze", dzięki czemu w muzeum można zobaczyć wiele arcydzieł, których twórcami byli m.in.: Domenico Ghirlandaio, Peter Paul Rubens, Rembrandt, Auguste Rodin, Jean Baptiste Carpeaux, Jean-Antoine Houdon, Renoir, Dirk Bouts, Vittore Carpaccio, Giambattista Cima da Conegliano, Antoon van Dyck, Corot, Degas, Jean-Marc Nattier, George W. Romney, Stefan Lochner, Maurice Quentin de La Tour, Édouard Manet, Henri Fantin-Latour, Claude Monet, Jean-François Millet, Edward Burne-Jones, Thomas Gainsborough, William Turner, Jean-Honoré Fragonard, Giovanni Battista Moroni, Frans Hals, Ruisdael, Francois Boucher, Nicolas de Largillière, Andrea della Robbia, Pisanello, Jean-Baptiste Pigalle, Antonio Rossellino, André-Charles Boulle, Charles Cressent, Jean-Francois Oeben, Jean Henri Riesener, Charles Spire, Jean Deforges, François-Thomas Germain i wielu innych.
W Muzeum Gulbenkiana znajduje się również znacząca kolekcja prac René Lalique'a, z którym Galust Gulbenkian przyjaźnił się przez wiele lat.
Niektóre z obrazów zostały zakupione przez Gulbenkiana od władz sowieckich w trakcie wyprzedaży części zbiorów Ermitażu w latach 1929–1930, w tym: Zwiastowanie Dirka Boutsa, Portret starego człowieka Rembrandta i Portret Portret Heleny Fourment Rubensa. Ponadto Gulbenkian kupił 39 przedmiotów ze srebra, wykonanych we Francji w XVIII wieku na zamówienie carskiego dworu oraz rzeźbę Diana Jean-Antoine Houdon.

## Dzieła

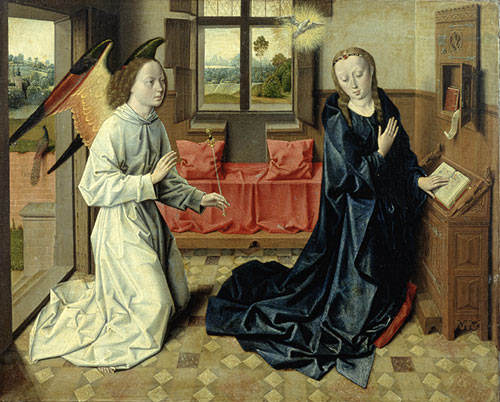
Dirk Bouts, Zwiastowanie (około 1465-1470)
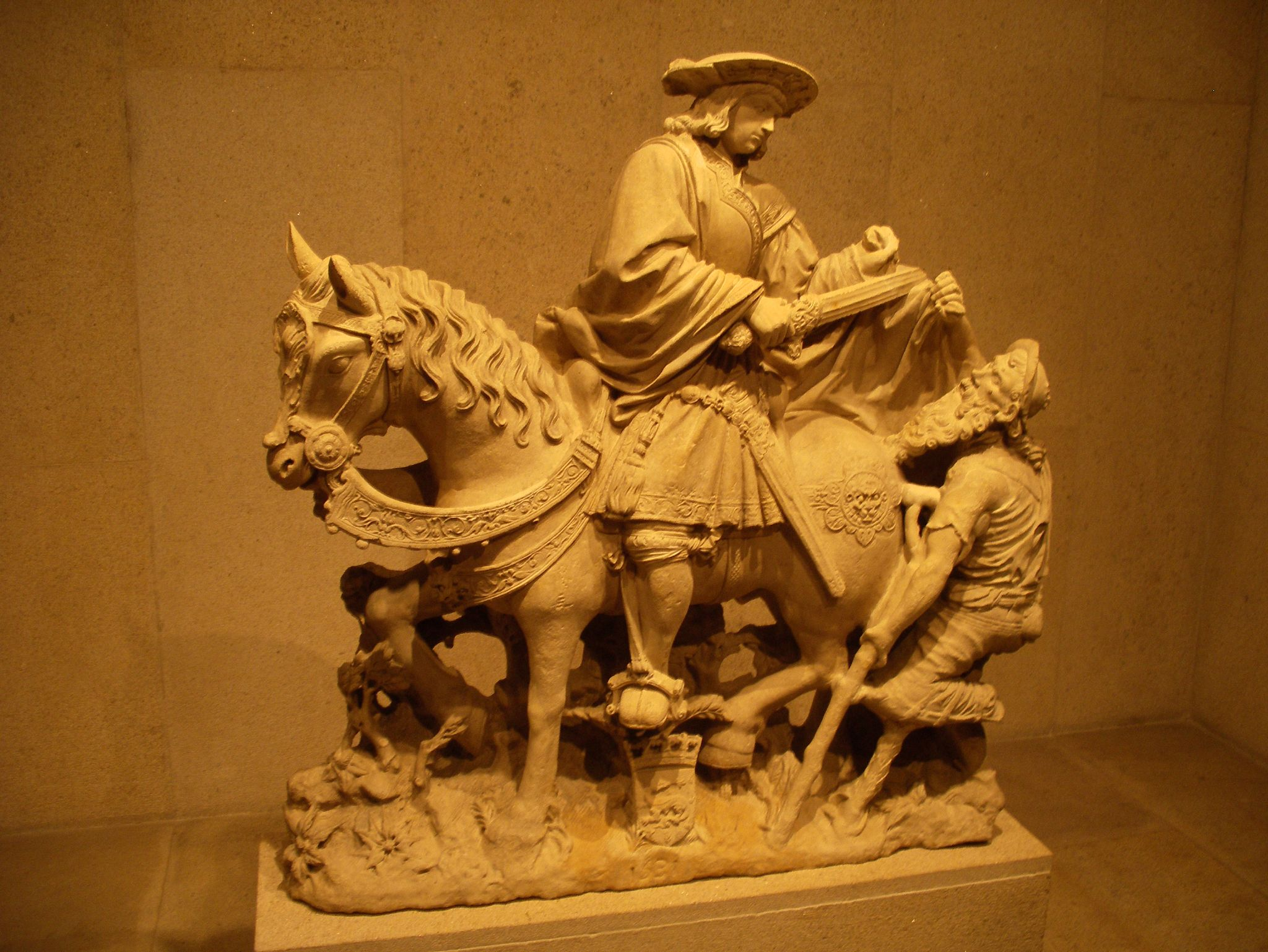
Figura św. Marcina (1531)
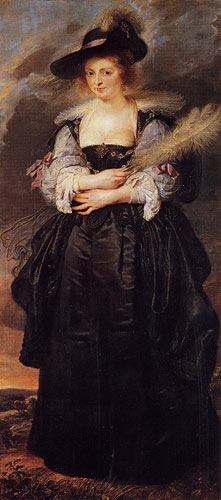
Peter Paul Rubens, Portret Heleny Fourment (1630-1632)
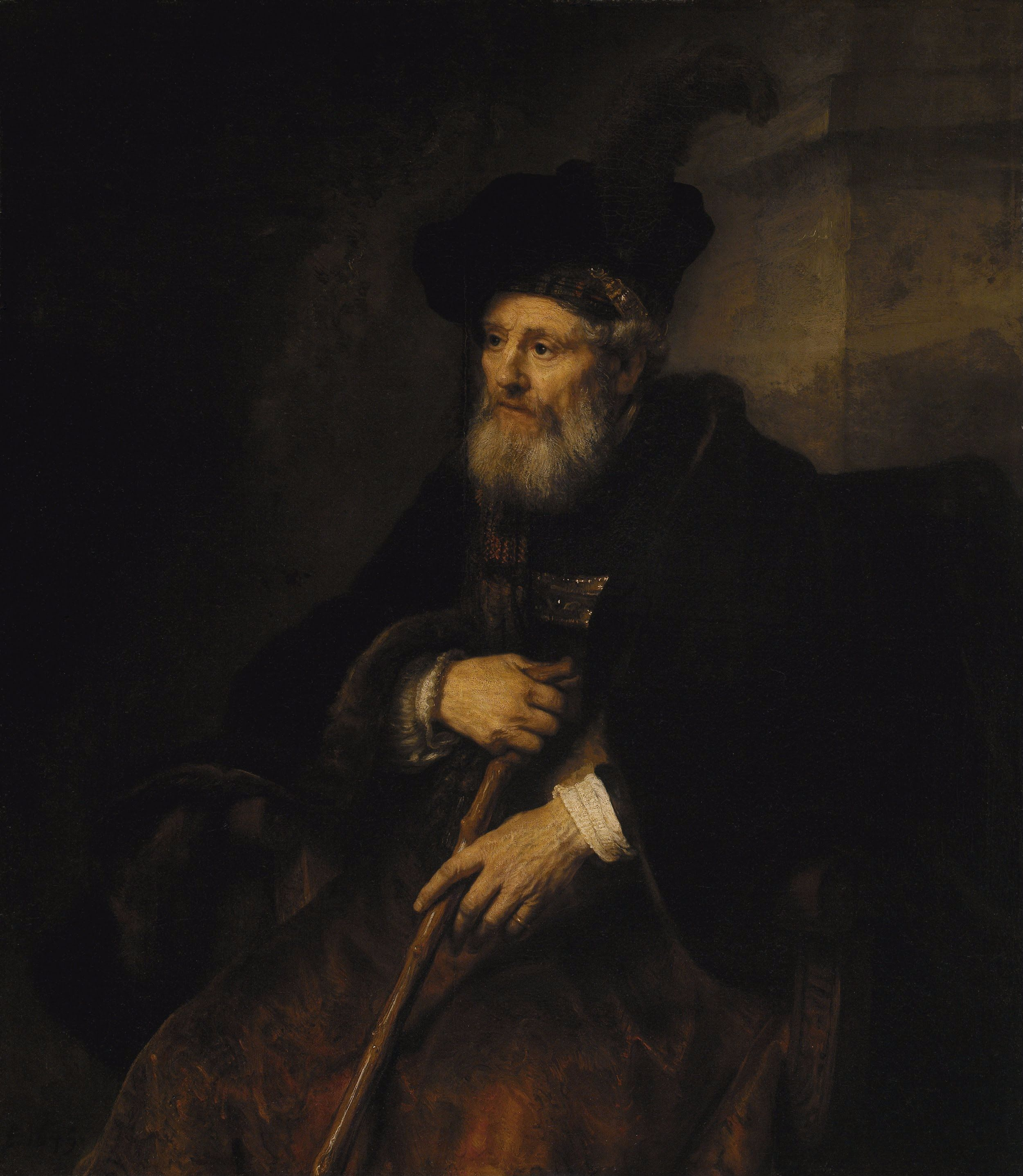
Rembrandt, Portret starego człowieka (1645)
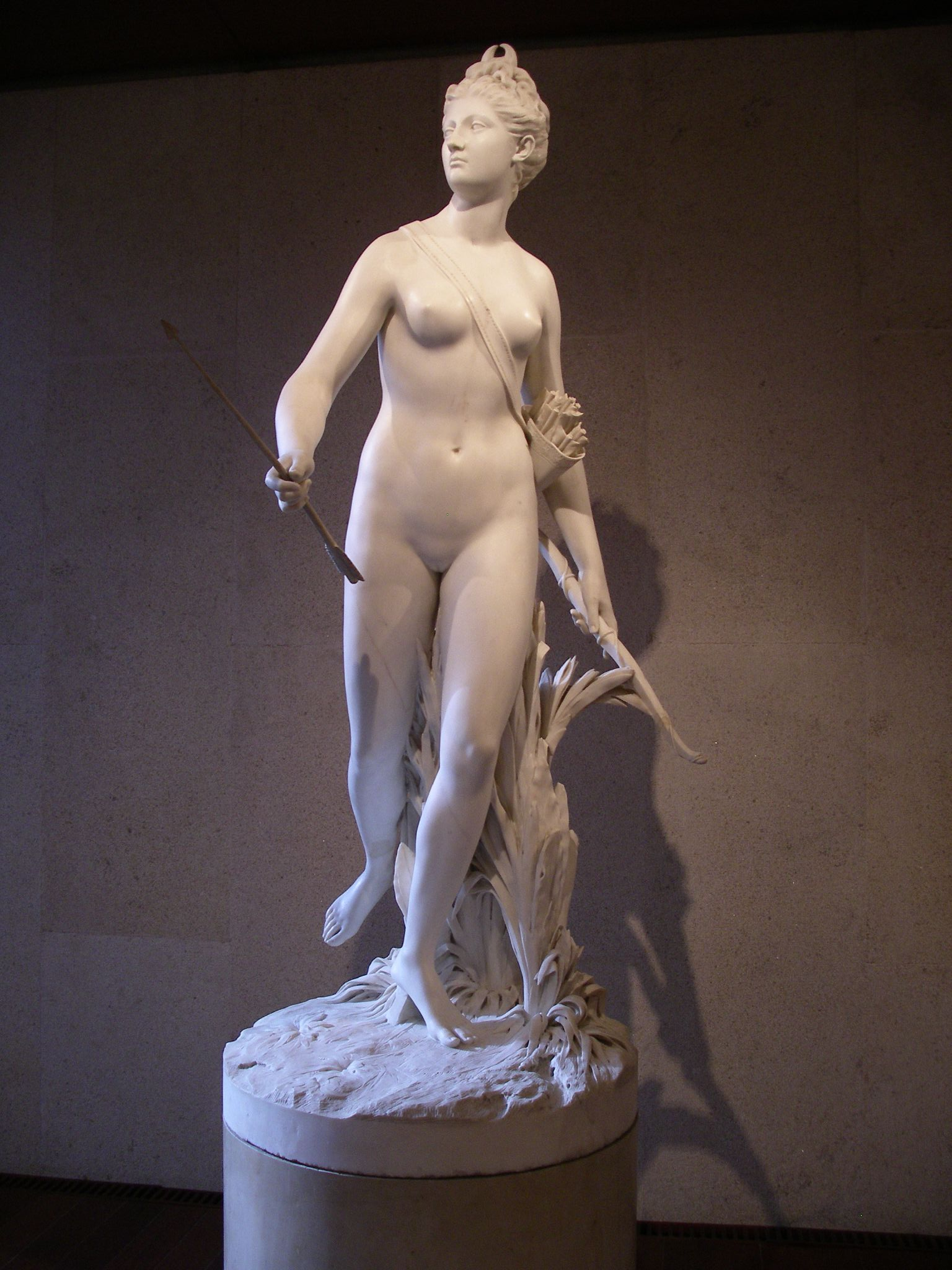
Jean-Antoine Houdon, Diana (1780)
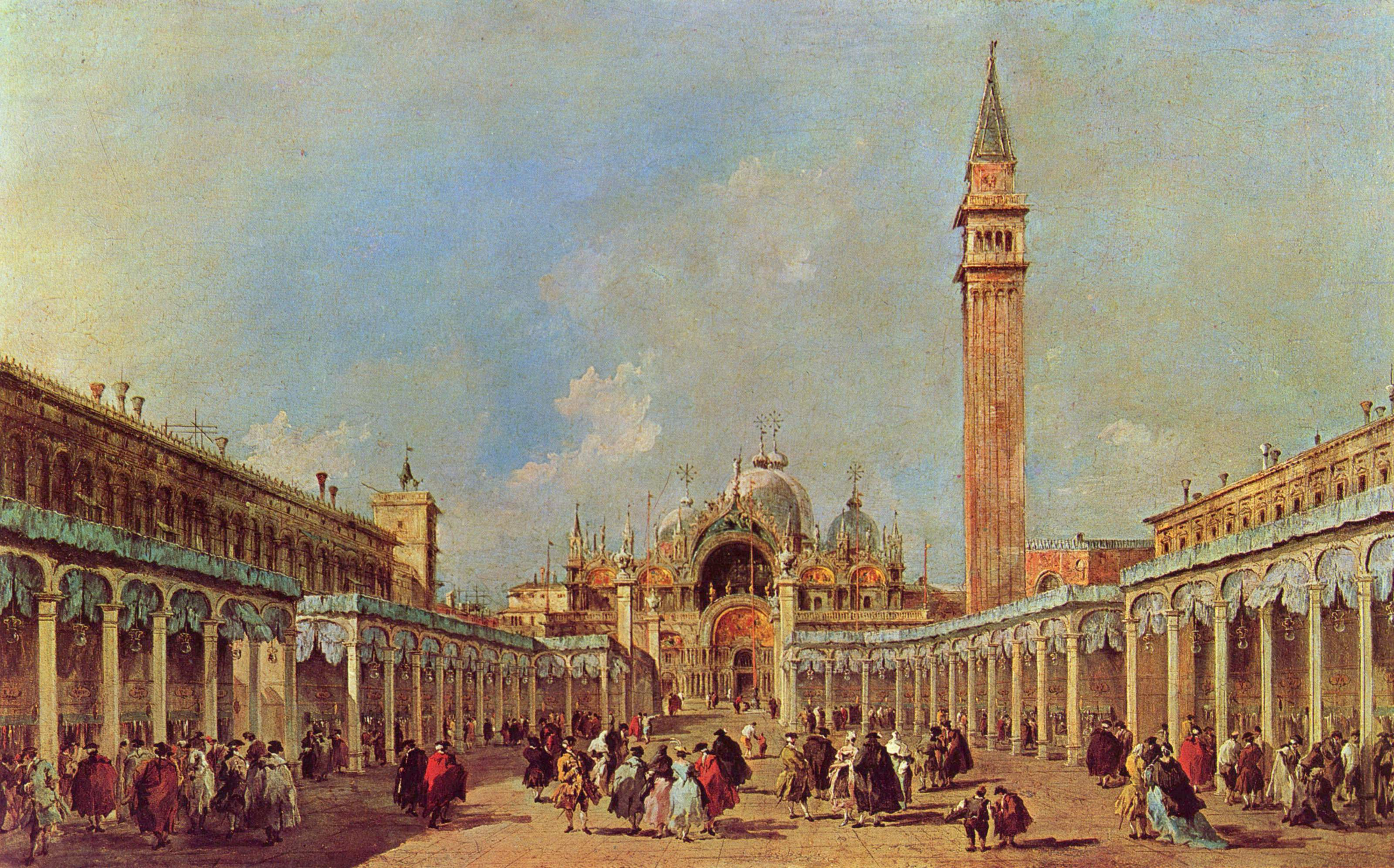
Francesco Guardi, Święto Wniebowstąpienia na placu św. Marka (2 poł. XVIII wieku)
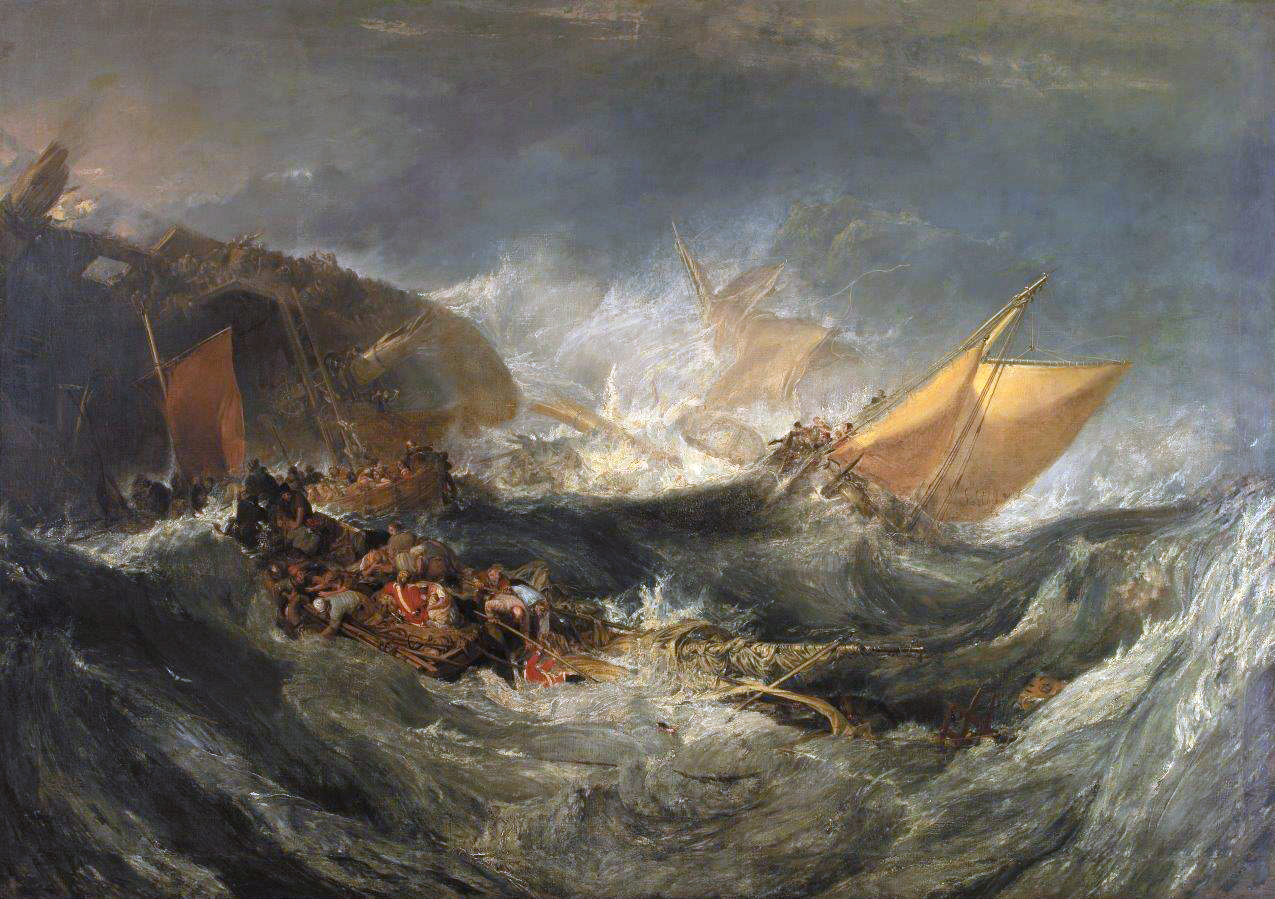
William Turner, Katastrofa Minotaura (1805)
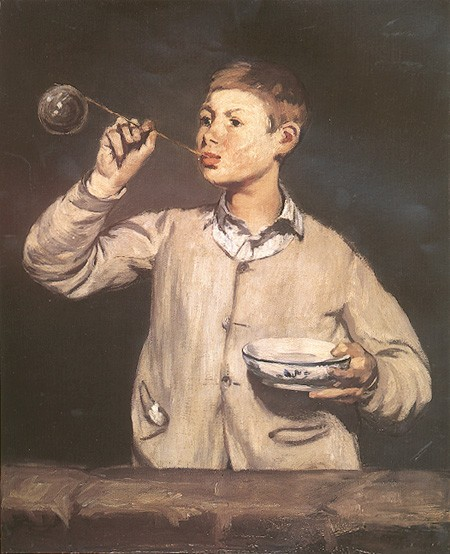
Edouard Manet, Chłopiec robiący balony (1867)
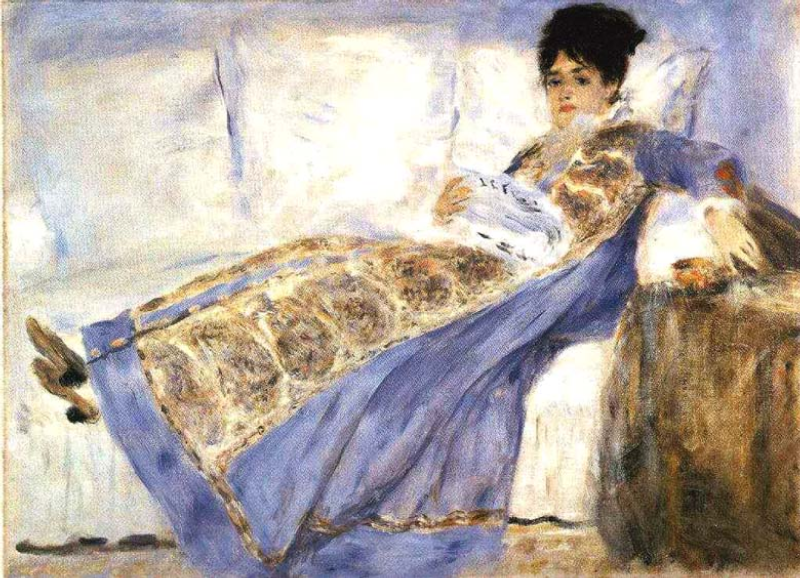
Pierre-Auguste Renoir, Kobieta czytająca Le Figaro (1872)
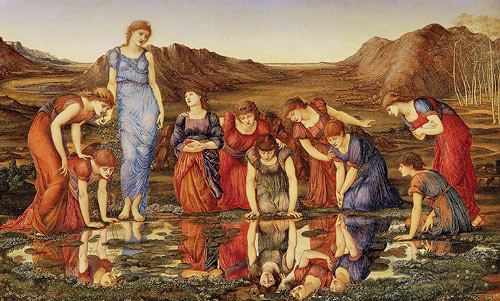
Edward Burne-Jones, Lustro Wenus (1875)
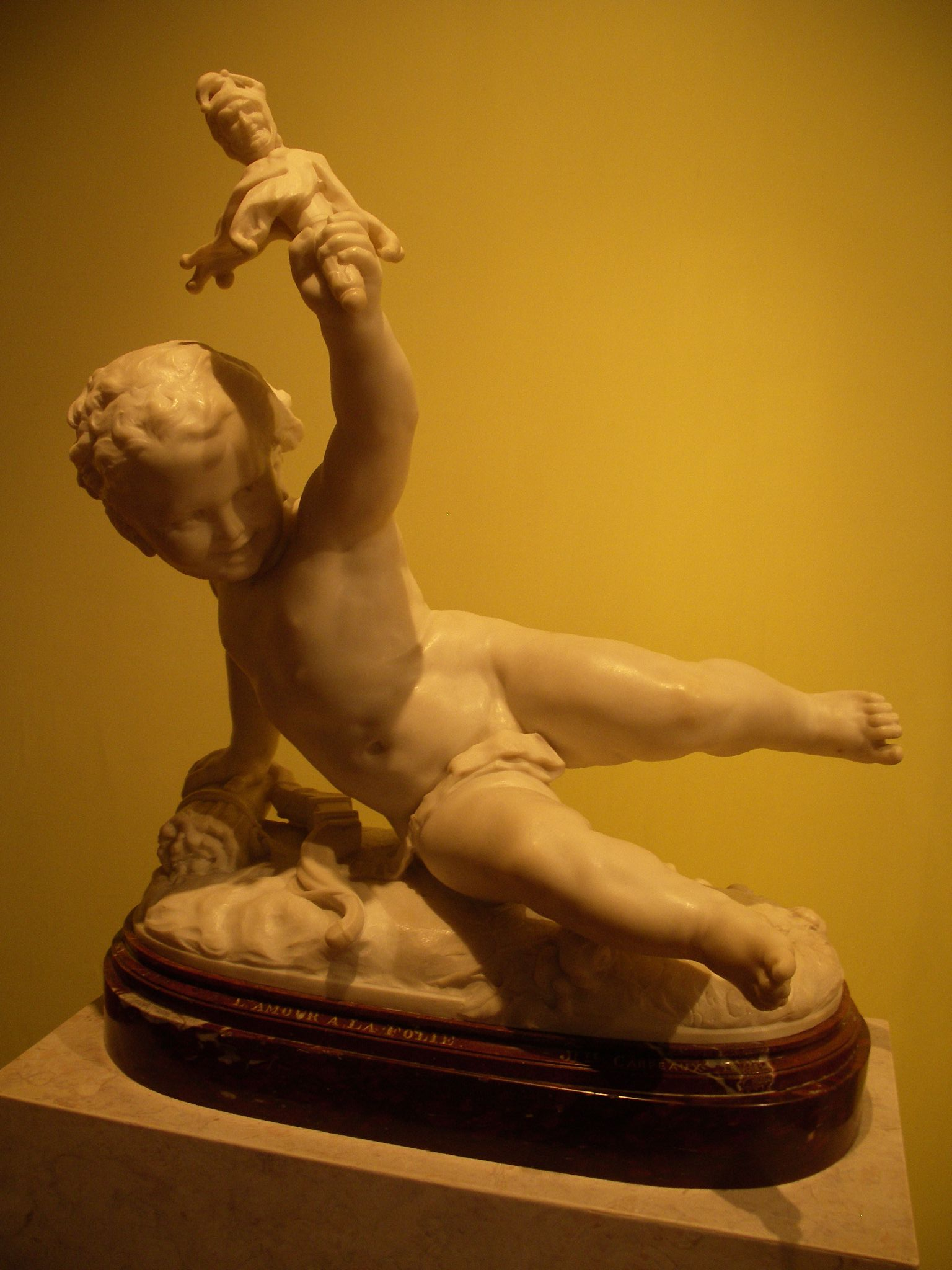
Jean-Baptiste Carpeaux, Amor
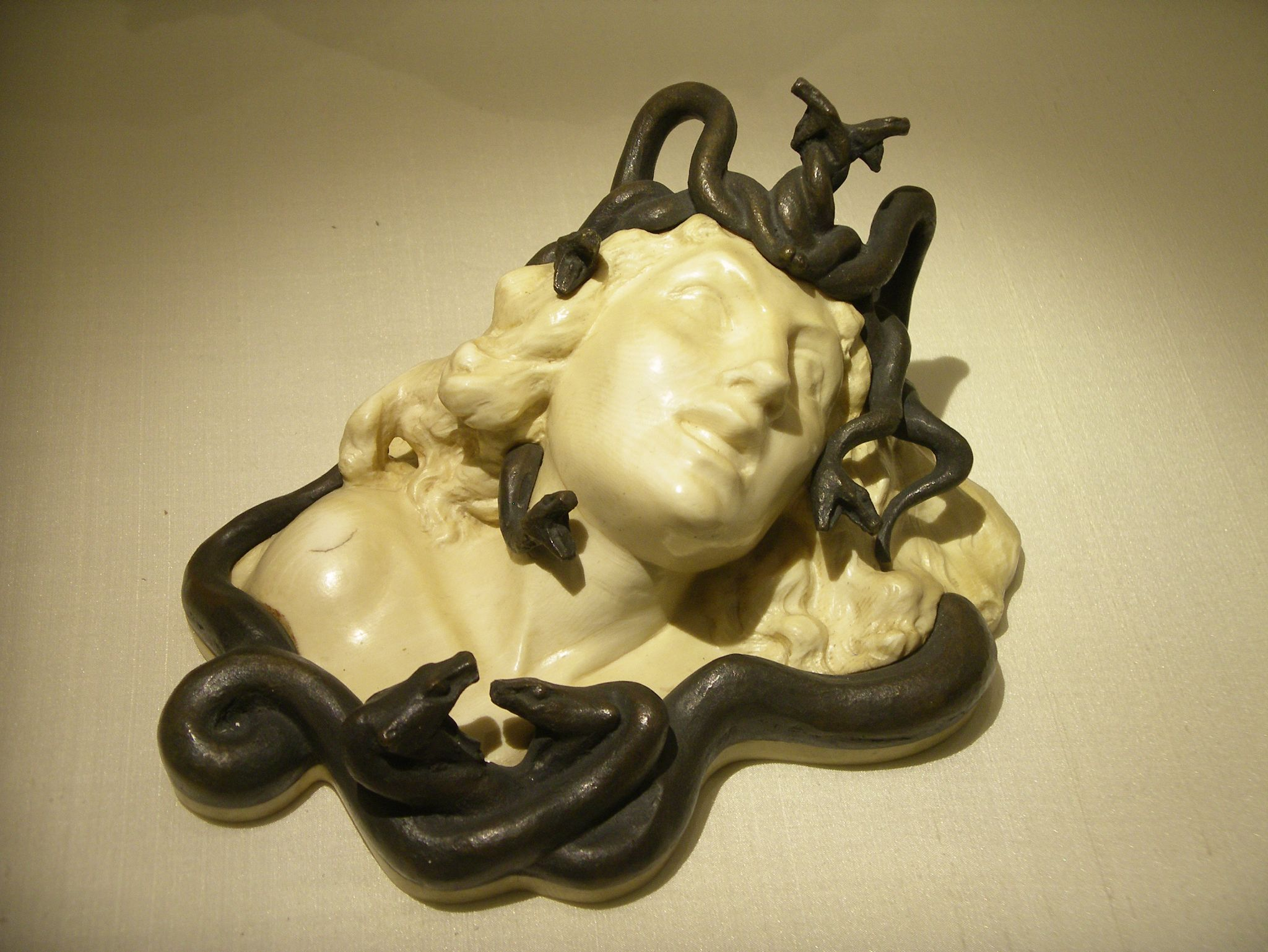
Rene Lalique, Meduza